# Convento de Nuestra Señora de la Merced (Tudela)
El antiguo convento de la Merced de Tudela (Navarra) fue un convento del siglo XVII cuyo claustro es hoy un mercado de abastos, que se sitúa entre la calle de la Merced y las calles Concarera del Casco Antiguo de la ciudad.

## Historia y cronología de construcción
El retablo mayor de la capilla principal del Convento era del siglo XVI y estaba dedicada a Nuestra Señora de los Dolores.
La iglesia de Nuestra Señora de la Merced fue fundada en 1604 por los mercedarios en la antigua iglesia de San Cosme y San Damián. En 1821 se suprimió la cofradía, pero 1824 volvieron a ocupar su iglesia, hasta que en 1835 se marcharon definitivamente. En 1840, este edificio fue reconvertido en Mercado Público, actual Mercado de Abastos. Se derribó casi todo el convento, a excepción del claustro que sirvió para pórtico del mercado.